# Mercado de Música Viva de Vich

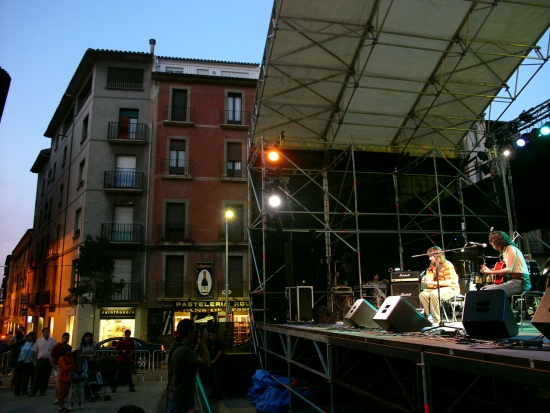
Momento de la actuación de Núria Sala en la ed. del 2007.

El Mercado de Música Viva de Vic (en catalán, "Mercat de Música Viva de Vic"), también conocido por sus siglas MMVV, que se celebra en Vic (provincia de Barcelona) es uno de los eventos musicales más prestigiosos de Cataluña. Se celebra anualmente desde 1989, durante el mes de septiembre, y tiene una duración de cinco días. 
Es un formato de evento, tipo feria, único en España, en el marco del cual se organizan conciertos, congresos y exposiciones, en el que se reúnen profesionales de todas las vertientes de la industria y el espectáculo musical.
En cada edición se programan cerca de 100 actuaciones en directo, repartidas en 14 escenarios ubicados por toda la ciudad, de los más variados géneros musicales: jazz, música étnica, tradicional, folk, rock, pop, clásica, flamenco... 
Las exposiciones y congresos se desarrollan en un salón comercial de 1600 metros cuadrados que reúne a profesionales de todo el sector musical (discográficas, empresas de management, instituciones públicas y privadas, asociaciones, festivales...) de toda Europa.
El festival está organizado por Impevic, el Instituto Municipal de Promoción y Economía de Vich, y lo patrocinan el Departamento de Cultura de la Generalidad de Cataluña, el Ministerio de Educación y Cultura, la SGAE, la AIE, y la Diputación de Barcelona.